# Saeculum obscurum
De saeculum obscurum (Latijn: donkere tijd) verwijst naar een periode van 60 jaar in de tiende eeuw waarin de pausen in Rome sterk beïnvloed werden door de adellijke familie Theophylacti.
De saeculum obscurum ving aan met de beëdiging van paus Sergius III en eindigde in 964 met de dood van paus Johannes XII. De term saeculum obscurum wordt in de zestiende eeuw voor het eerst gebruikt in de annales ecclesiastici geschreven door kardinaal en kerkhistoricus Caesar Baronius. Baronius putte de belangrijkste informatie over deze pauselijke periode uit het werk van Liutprand van Cremona, een historicus en na 961 bisschop van Cremona. Liutprand van Cremona was een grote tegenstander van de invloed van de Romeinse aristocratie op de verkiezing van de pausen.
Theodora, de vrouw van Theophylact I en Marozia, zijn dochter, oefenden grote invloed uit op de verkiezingen van pausen door huwelijken, affaires en samenzweringen. Zo werd Marozia de maîtresse van paus Sergius III. Ze zorgde er volgens Liutprand van Cremona voor dat hun zoon, Johannes, later paus Johannes XI werd. Liutprand vertelt ook hoe Marozia haar eerdere geliefde Johannes X liet vermoorden door haar echtgenoot.
Soms wordt ook naar deze saeculum obscurum verwezen met de pejoratieve term pornocratie waarmee de sterke invloed van de vrouwen van de Theophylacti-familie werd geduid.